# Fumariola turkestanica
Fumariola turkestanica – gatunek z monotypowego rodzaju Fumariola Korshinsky, Izv. Imp. Akad. Nauk ser. 5. 9: 403. 1898 z rodziny makowatych (Papaveraceae) i podrodziny dymnicowych Fumarioideae. Występuje w Azji Środkowej, w paśmie górskim Ałaj, gdzie rośnie wśród skał. Roślina geokarpiczna.

## Morfologia
Roślina jednoroczna z liśćmi podzielonymi. Kwiaty drobne, żółte, grzbieciste, z bardzo zredukowaną ostrogą, na cienkich szypułkach, skupione w kwiatostany. Owoc drobny, jednonasienny. 

## Systematyka
Pozycja systematyczna według Angiosperm Phylogeny Website (aktualizowany system APG III z 2009)
Takson z podplemienia Fumariinae, plemienia Fumarieae, podrodziny dymnicowych Fumarioideae, rodziny makowatych Papaveraceae zaliczanej do rzędu jaskrowców (Ranunculales) i wraz z nim do okrytonasiennych.